# Matías Pardo
Matías Gabriel Pardo (Morón, 7 de abril de 1995) es un futbolista argentino. Juega como delantero y actualmente se encuentra en Patronato de la Primera Nacional.

## Trayectoria
Pardo se formó y debutó en Deportivo Morón. Hizo su debut profesional el 2 de noviembre de 2015 durante un empate 1-1 con Flandria, que fue una de las cinco apariciones a lo largo de la campaña de la Primera B Metropolitana de 2015. Dos temporadas después, Pardo anotó cinco goles, incluido el primero de su carrera contra Acassuso el 16 de septiembre. Ese mismo año conseguiría el ascenso a la Primera B Nacional tras consagrarse campeón de la temporada 2016-17 De la Primera B. En enero de 2019, Pardo se unió al Sol de América de Paraguay en calidad de préstamo. Marcó en su segunda aparición, anotando en la derrota por 3-2 ante el Deportivo Capiatá el 27 de enero. 
Sol de América fichó a Pardo de forma definitiva a finales de 2019, campaña en la que marcó cuatro goles en treinta y tres partidos de Liga y debutó en la Copa Sudamericana. En julio de 2021, Pardo regresó a Argentina, cuando firmó un contrato de préstamo con Patronato hasta fines de 2022. A principios de diciembre de 2021, Pardo sufrió una lesión en el ligamento cruzado anterior, que se fijó para mantenerlo fuera durante al menos seis meses.

## Estadísticas

### Clubes
| Club | Div.          | Temporada     | Liga  | Liga  | Liga   | Copas nacionales(1) | Copas nacionales(1) | Copas nacionales(1) | Torneos internacionales(2) | Torneos internacionales(2) | Torneos internacionales(2) | Total(3) | Total(3) | Total(3) |
| Club | Div.          | Temporada     | Part. | Goles | Asist. | Part.               | Goles               | Asist.              | Part.                      | Goles                      | Asist.                     | Part.    | Goles    | Asist.   |
| --- | ------------- | ------------- | ----- | ----- | ------ | ------------------- | ------------------- | ------------------- | -------------------------- | -------------------------- | -------------------------- | -------- | -------- | -------- |
| Deportivo Morón Argentina | 3.ª           | 2015          | 5     | —     | —      | —                   | —                   | —                   | Inaccesibles               | Inaccesibles               | Inaccesibles               | 5        | 0        | 0        |
| Deportivo Morón Argentina | 3.ª           | 2016          | 13    | —     | —      | 1                   | —                   | —                   | Inaccesibles               | Inaccesibles               | Inaccesibles               | 14       | 0        | 0        |
| Deportivo Morón Argentina | 3.ª           | 2016-17       | 34    | 5     | 2      | 1                   | —                   | —                   | Inaccesibles               | Inaccesibles               | Inaccesibles               | 35       | 5        | 2        |
| Deportivo Morón Argentina | 2.ª           | 2017-18       | 12    | —     | —      | 4                   | —                   | —                   | Inaccesibles               | Inaccesibles               | Inaccesibles               | 16       | 0        | 0        |
| Deportivo Morón Argentina | 2.ª           | 2018-19       | 11    | 1     | —      | 1                   | —                   | —                   | Inaccesibles               | Inaccesibles               | Inaccesibles               | 12       | 1        | 0        |
| Deportivo Morón Argentina | Total club    | Total club    | 75    | 6     | 2      | 7                   | 0                   | 0                   | 0                          | 0                          | 0                          | 82       | 6        | 2        |
| Sol de América Paraguay | 1.ª           | 2019          | 33    | 4     | 1      | —                   | —                   | —                   | 3                          | —                          | —                          | 36       | 4        | 1        |
| Sol de América Paraguay | 1.ª           | 2020          | 27    | 3     | —      | —                   | —                   | —                   | 4                          | —                          | —                          | 31       | 3        | 0        |
| Sol de América Paraguay | 1.ª           | 2021          | 9     | —     | —      | —                   | —                   | —                   | —                          | —                          | —                          | 9        | 0        | 0        |
| Sol de América Paraguay | Total club    | Total club    | 69    | 7     | 1      | 0                   | 0                   | 0                   | 7                          | 0                          | 0                          | 76       | 7        | 1        |
| Patronato Argentina | 1.ª           | 2021          | 17    | —     | 2      | 1                   | —                   | —                   | —                          | —                          | —                          | 18       | 0        | 2        |
| Patronato Argentina | 1.ª           | 2022          | 8     | —     | 1      | 1                   | —                   | —                   | —                          | —                          | —                          | 9        | 0        | 1        |
| Patronato Argentina | Total club    | Total club    | 25    | 0     | 3      | 2                   | 0                   | 0                   | 0                          | 0                          | 0                          | 27       | 0        | 3        |
| San Martín (T) Argentina | 2.ª           | 2023          | 10    | 1     | —      | 1                   | —                   | —                   | Inaccesibles               | Inaccesibles               | Inaccesibles               | 11       | 1        | 0        |
| San Martín (T) Argentina | Total club    | Total club    | 10    | 1     | 0      | 1                   | 0                   | 0                   | 0                          | 0                          | 0                          | 11       | 1        | 0        |
| Total carrera | Total carrera | Total carrera | 179   | 14    | 6      | 10                  | 0                   | 0                   | 7                          | 0                          | 0                          | 196      | 14       | 6        |
| (1) Las copas nacionales se refiere a la Copa Argentina y Copa de la Liga. (2) Los torneos internacionales se refiere a la Copa Sudamericana. (3) No incluye datos de partidos amistosos ni categorías inferiores. |               |               |       |       |        |                     |                     |                     |                            |                            |                            |          |          |          |

## Palmarés

### Torneos nacionales
| Título                  | Club            | País      | Año     |
| ----------------------- | --------------- | --------- | ------- |
| Primera B Metropolitana | Deportivo Morón | Argentina | 2016-17 |
| Copa Argentina          | Patronato       | Argentina | 2022    |